# 宝珠寺 (豊中市)
宝珠寺（ほうじゅじ）は、大阪府豊中市熊野町にある浄土宗の寺院。かつては、真言宗の寺院であった。本尊は聖観音。山号は熊野代山。また、寺の下には神社（八坂神社、もとは東山感心院祇園社と関係の深い牛頭天王社・熊野権現社）があり、別当を務めていたため、この寺は全国的にも珍しく、神社の上座に寺が遺り、神仏習合の状態をよくのこした神社である。
長徳期（995年 – 998年）の創建で、仏眼の開基と伝わる。 起源は、摂津名所図会に、花山法皇が仏眼のもと、観音霊場巡拝の時、地形が紀州の熊野に似ていることもあり、この地の「くす谷山」に熊野権現を祀り、熊野に模して神仏の祀場を造営したとされている。これが「熊野代山」の山号、熊野町の地名の由来であり、八坂神社の由来でもある。

## 文化財
重要美術品（国認定）

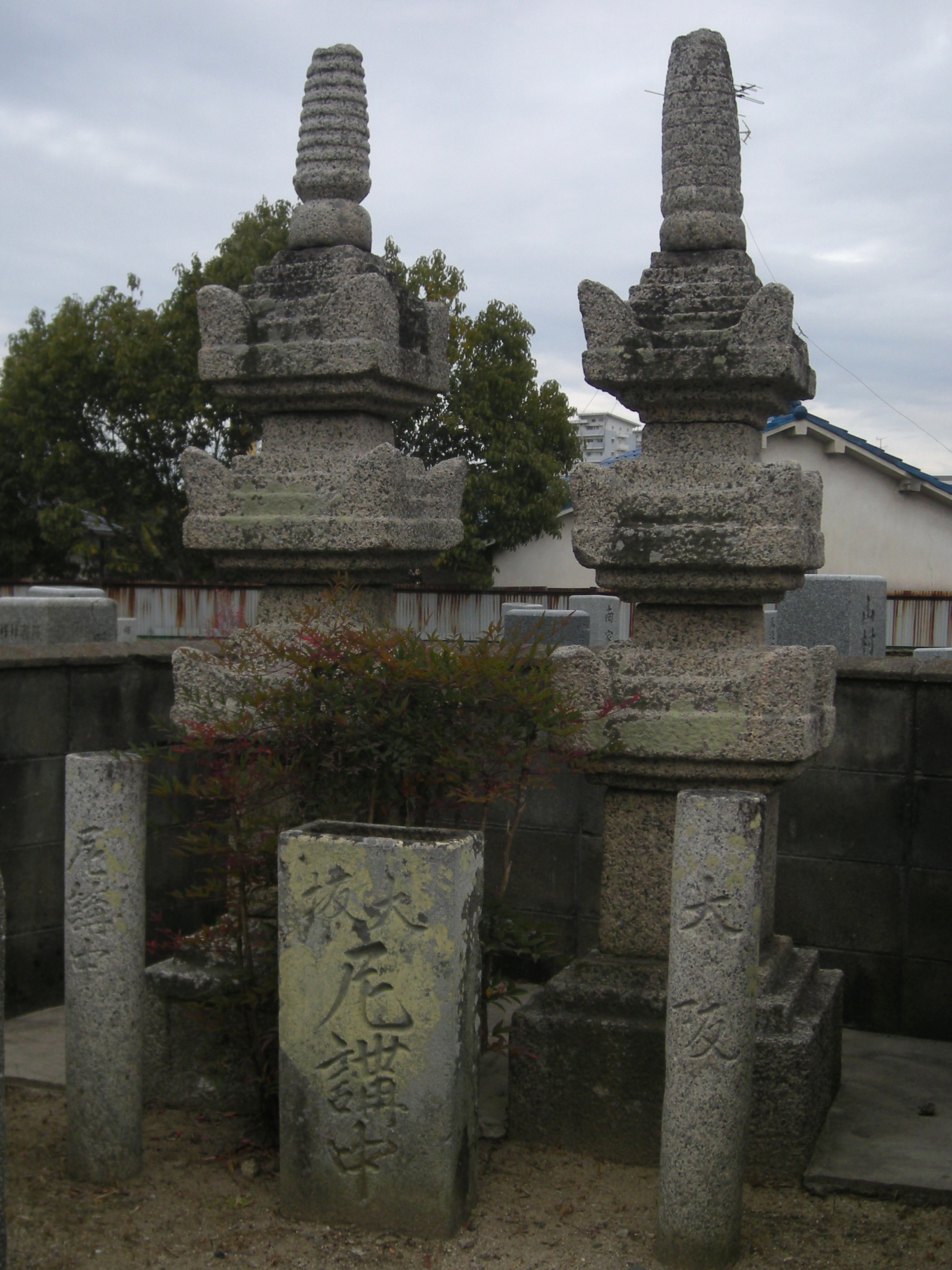
三重宝篋印塔

- 石造三重宝篋印塔（ほうきょういんとう）2基 - 本堂西側に位置する。花山法皇と仏眼の墓塔と伝えられる。南北朝時代に作られたといわれる。1935年5月20日、重要美術品に認定[2]。

豊中市指定有形文化財
- 金銅菩薩立像（こんどうぼさつりゅうぞう） – 飛鳥様式であり飛鳥時代後期のものと伝えられる。1年に1度しか拝観することができない秘仏。
- 木造彩色聖観音菩薩立像（もくぞうさいしきしょうかんのんりゅうぞう） – この寺の本尊。平安時代後期に作られ、行基菩薩作といわれる。

## 所在地
大阪府豊中市熊野町三丁目1０－1

## 札所
- 摂津国三十三ヶ所 第三十番札所